# ميل هوبكينز
ميل هوبكينز (بالإنجليزية: Mel Hopkins)‏ (7 نوفمبر 1934 في المملكة المتحدة - 18 أكتوبر 2010 في المملكة المتحدة) هو لاعب كرة قدم بريطاني في مركز الدفاع، شارك في كأس العالم 1958. وشارك مع منتخب ويلز لكرة القدم. أما مع النوادي، فقد لعب مع برايتون أند هوف ألبيون وتوتنهام هوتسبير وكانتربري سيتي ‏ ونادي برادفورد بارك أفنيو.

## مسيرته الكروية
لعب ميل هوبكينز خلال مسيرته الاحترافية مع 3 أندية في سبعة عشر موسمًا وسجل خلالها هدفين أثنين ضمن 307 مباراة. حيث فاز في موسمين بالكأس وفي موسم واحد بالدوري.
خاض ميل هوبكينز مسيرته مع نادي توتنهام هوتسبير في موسم 1952–53 ليلعب معه اثنا عشر موسمًا، مشاركًا في 219 مباراة ولم يسجل أي هدف. ثم انتقل إلى نادي برايتون أند هوف ألبيون في موسم 1964–65 واستمر معه طيلة ثلاثة مواسم، حيث شارك في 58 مباراة سجل خلالها هدفين. لينتقل بعدها إلى نادي برادفورد بارك أفنيو في موسم 1968–69 ولمدة موسمين، مشاركًا في 30 مباراة ولم يسجل أي هدف.

## وصلات خارجية
- ميل هوبكينز على موقع قاعدة بيانات كرة القدم.إي يو (الإنجليزية)
- ميل هوبكينز على موقع ناشيونال فوتبول تيمز (الإنجليزية)